# Hypocoela sogai
Hypocoela sogai là một loài bướm đêm trong họ Geometridae.